# Bernd Storck
Bernd Storck (Herne, 25 januari 1963) is een Duitse voetbalcoach en voormalig voetballer. 

## Spelerscarrière
Bernd Storck was een verdediger die werd opgeleid bij VfL Bochum. In het seizoen 1981/82 maakte hij voor Bochum zijn debuut in de Bundesliga. Twee seizoenen later maakte Storck de overstap naar Borussia Dortmund. Hij voetbalde zes seizoenen voor Die Schwarzgelben en veroverde in 1989 de DFB-Pokal. In de bekerfinale, die met 4–1 gewonnen werd van Werder Bremen, mocht hij na 77 minuten invallen voor ploeggenoot Norbert Dickel. Op 26-jarige leeftijd zette Storck een punt achter zijn spelerscarrière.

## Trainerscarrière
Storck volgde een trainerscursus en ging in de jaren 1990 aan de slag als assistent-coach. Zo was hij hulptrainer bij onder meer VfL Wolfsburg en Borussia Dortmund.

### Kazachstan
In 2008 werd hij hoofdcoach van het Kazachse FC Almaty. Tegelijkertijd werd hij ook bondscoach van Kazachstan, waar hij aantrad als opvolger van de Nederlander Arno Pijpers. In oktober 2010 werd hij ontslagen nadat Kazachstan slecht aan de kwalificatiecampagne voor het EK 2012 was begonnen. Zijn elftal verloor van Turkije, Oostenrijk en België. In totaal had hij de ploeg uit Centraal-Azië veertien duels onder zijn hoede. Hij behaalde slechts drie overwinningen, tegenover elf nederlagen.
| Interlands Kazachstan onder leiding van Bernd Storck | Interlands Kazachstan onder leiding van Bernd Storck | Interlands Kazachstan onder leiding van Bernd Storck | Interlands Kazachstan onder leiding van Bernd Storck | Interlands Kazachstan onder leiding van Bernd Storck | Interlands Kazachstan onder leiding van Bernd Storck |
| №                                                    | Datum                                                | Wedstrijd                                            | Uitslag                                              | Competitie                                           |                                                      |
| ---------------------------------------------------- | ---------------------------------------------------- | ---------------------------------------------------- | ---------------------------------------------------- | ---------------------------------------------------- | ---------------------------------------------------- |
| 1                                                    | 11.10.2008                                           | Engeland − Kazachstan                                | 5 − 1                                                | WK-kwalificatie                                      |                                                      |
| 2                                                    | 11.02.2009                                           | Estland − Kazachstan                                 | 0 − 2                                                | Vriendschappelijk                                    |                                                      |
| 3                                                    | 01.04.2009                                           | Kazachstan − Wit-Rusland                             | 1 − 5                                                | WK-kwalificatie                                      |                                                      |
| 4                                                    | 06.06.2009                                           | Kazachstan − Engeland                                | 0 − 4                                                | WK-kwalificatie                                      |                                                      |
| 5                                                    | 10.06.2009                                           | Oekraïne − Kazachstan                                | 2 − 1                                                | WK-kwalificatie                                      |                                                      |
| 6                                                    | 09.09.2009                                           | Andorra − Kazachstan                                 | 1 − 3                                                | WK-kwalificatie                                      |                                                      |
| 7                                                    | 10.10.2009                                           | Wit-Rusland − Kazachstan                             | 4 − 0                                                | WK-kwalificatie                                      |                                                      |
| 8                                                    | 14.10.2009                                           | Kazachstan − Kroatië                                 | 1 − 2                                                | WK-kwalificatie                                      |                                                      |
| 9                                                    | 03.03.2010                                           | Kazachstan − Moldavië                                | 0 − 1                                                | Vriendschappelijk                                    |                                                      |
| 10                                                   | 11.08.2010                                           | Kazachstan − Oman                                    | 3 − 1                                                | Vriendschappelijk                                    |                                                      |
| 11                                                   | 03.09.2010                                           | Kazachstan − Turkije                                 | 0 − 3                                                | EK-kwalificatie                                      |                                                      |
| 12                                                   | 07.09.2010                                           | Oostenrijk − Kazachstan                              | 2 − 0                                                | EK-kwalificatie                                      |                                                      |
| 13                                                   | 08.10.2010                                           | Kazachstan − België                                  | 0 − 2                                                | EK-kwalificatie                                      |                                                      |
| 14                                                   | 12.10.2010                                           | Kazachstan − Duitsland                               | 0 − 3                                                | EK-kwalificatie                                      |                                                      |

### Olympiakos
Van 2012 tot 2014 trainde hij het elftal onder 21 van de Griekse topclub Olympiakos Piraeus. Hij begeleidde het jeugdelftal tijdens het WK onder 20 in Nieuw-Zeeland.

### Hongarije
Begin 2015 werd hij coach van Hongarije onder 20 jaar. In juli 2015 werd Storck gepromoveerd tot bondscoach van Hongarije. Hij was, na Lothar Matthäus, de tweede Duitse bondscoach van het Oost-Europese land. Enkele maanden na zijn aanstelling werden de Hongaarse assistenten Imre Szabics, István Sallói en József Andrusch ontslagen, waarna Storck onder meer Andreas Möller, met wie hij nog had samengespeeld bij Borussia Dortmund, aan zijn technische staf toevoegde.
Hongarije wist zich in 2015 te kwalificeren voor de play-offs om deelname aan het EK 2016 in Frankrijk. Het team van Storck plaatste zich voor het eindtoernooi door in de play-offs twee keer te winnen van Noorwegen. Hongarije werd in de achtste finale uitgeschakeld door België (0–4), nadat het in de groepsfase als winnaar boven IJsland en Portugal was geëindigd.
| Interlands Hongarije onder leiding van Bernd Storck | Interlands Hongarije onder leiding van Bernd Storck | Interlands Hongarije onder leiding van Bernd Storck | Interlands Hongarije onder leiding van Bernd Storck | Interlands Hongarije onder leiding van Bernd Storck | Interlands Hongarije onder leiding van Bernd Storck |
| №                                                   | Datum                                               | Wedstrijd                                           | Uitslag                                             | Competitie                                          |                                                     |
| --------------------------------------------------- | --------------------------------------------------- | --------------------------------------------------- | --------------------------------------------------- | --------------------------------------------------- | --------------------------------------------------- |
| 1                                                   | 04.09.2015                                          | Hongarije − Roemenië                                | 0 − 0                                               | EK-kwalificatie                                     |                                                     |
| 2                                                   | 07.09.2015                                          | Noord-Ierland − Hongarije                           | 1 − 1                                               | EK-kwalificatie                                     |                                                     |
| 3                                                   | 08.10.2015                                          | Hongarije − Faeröer                                 | 2 − 1                                               | EK-kwalificatie                                     |                                                     |
| 4                                                   | 11.10.2015                                          | Griekenland − Hongarije                             | 4 − 3                                               | EK-kwalificatie                                     |                                                     |
| 5                                                   | 12.11.2015                                          | Noorwegen − Hongarije                               | 0 − 1                                               | EK-kwalificatie                                     |                                                     |
| 6                                                   | 15.11.2015                                          | Hongarije − Noorwegen                               | 2 − 1                                               | EK-kwalificatie                                     |                                                     |
| 7                                                   | 26.03.2016                                          | Hongarije − Kroatië                                 | 1 − 1                                               | Vriendschappelijk                                   |                                                     |
| 8                                                   | 20.05.2016                                          | Hongarije − Ivoorkust                               | 0 − 0                                               | Vriendschappelijk                                   |                                                     |
| 9                                                   | 04.06.2016                                          | Duitsland − Hongarije                               | 2 − 0                                               | Vriendschappelijk                                   |                                                     |
| 10                                                  | 14.06.2016                                          | Oostenrijk − Hongarije                              | 0 − 2                                               | EK-eindronde                                        |                                                     |
| 11                                                  | 18.06.2016                                          | IJsland − Hongarije                                 | 1 − 1                                               | EK-eindronde                                        |                                                     |
| 12                                                  | 22.06.2016                                          | Hongarije − Portugal                                | 3 − 3                                               | EK-eindronde                                        |                                                     |
| 13                                                  | 26.06.2016                                          | Hongarije − België                                  | 0 − 4                                               | EK-eindronde                                        |                                                     |
| 14                                                  | 06.09.2016                                          | Faeröer − Hongarije                                 | 0 − 0                                               | WK-kwalificatie                                     |                                                     |
| 15                                                  | 07.10.2016                                          | Hongarije − Zwitserland                             | 2 − 3                                               | WK-kwalificatie                                     |                                                     |
| 16                                                  | 10.10.2016                                          | Letland − Hongarije                                 | 0 − 2                                               | WK-kwalificatie                                     |                                                     |
| 17                                                  | 13.11.2016                                          | Hongarije − Andorra                                 | 4 − 0                                               | WK-kwalificatie                                     |                                                     |
| 18                                                  | 15.11.2016                                          | Hongarije − Zweden                                  | 0 − 2                                               | Vriendschappelijk                                   |                                                     |
| 19                                                  | 25.03.2017                                          | Portugal − Hongarije                                | 3 − 0                                               | WK-kwalificatie                                     |                                                     |
| 20                                                  | 05.06.2017                                          | Hongarije − Rusland                                 | 0 − 3                                               | Vriendschappelijk                                   |                                                     |
| 21                                                  | 09.06.2017                                          | Andorra − Hongarije                                 | 1 − 0                                               | WK-kwalificatie                                     |                                                     |

### Royal Excel Moeskroen
Op 2 september 2018 werd Storck de nieuwe trainer van Royal Excel Moeskroen, dat op dat moment troosteloos laatste stond in de Jupiler Pro League nadat het onder Frank Defays (en interim-trainer Laurent Demol) met 0 op 18 aan het seizoen was begonnen. Storck startte met een 1-0-zege tegen KV Kortrijk, maar kon de volgende vijf competitiewedstrijden niet winnen. Na Nieuwjaar walste Moeskroen echter door de competitie: het verloor in de reguliere competitie geen enkele keer meer en eindigde zo alsnog tiende in de reguliere competitie. In Play-off 2 slaagden de Henegouwers er echter niet in om deze goede reeks een vervolg te geven, want met 8 op 30 eindigde de club voorlaatste in zijn poule. Op 8 mei 2019 raakte bekend dat Storck op het einde van het seizoen zou vertrekken bij Moeskroen.
Na het seizoen kon Storck rekenen op interesse van Club Brugge, RSC Anderlecht en KRC Genk. Vooral de interesse van landskampioen Genk bleek concreet, maar het kwam uiteindelijk niet tot een samenwerking. In november 2019 stond hij na het ontslag van Felice Mazzu opnieuw op de radar van Genk, maar Storck was inmiddels geen vrije trainer meer: op 11 oktober 2019 ging hij immers aan de slag bij Cercle Brugge.

### DAC Dunajská Streda
Na zijn vertrek bij Cercle Brugge werd Storck gelinkt aan Antwerp FC, hoewel Storck ontkende dat hij contact had met de club. Hij werd in mei 2020 trainer van de Slowaakse eersteklasser DAC Dunajská Streda. Met Sidney Friede (ex-Moeskroen) kreeg hij er in juli 2020 een oude bekende bij, in januari 2021 kreeg hij er met Isaac Christie-Davies (ex-Cercle) nog een andere oude bekende bij. Dunajská Streda begon het seizoen met 24 op 24 in de competitie en stond na acht speeldagen eerste met vijf punten voorsprong op Slovan Bratislava. De club sloot de reguliere competitie echter af op een tweede plaats, op tien punten van leider Slovan Bratislava. Dunajská Streda begon nog met Storck als trainer aan de play-offs, maar op 21 april 2021 werd het contract in onderling overleg ontbonden.

### KRC Genk
Op 7 december 2021 werd Storck de nieuwe hoofdtrainer van KRC Genk, ter vervanging van de dag ervoor ontslagen John van den Brom. Hij kreeg er een contract van onbepaalde duur. Echter er kwam amper beterschap: Europees werd Genk snel uitgeschakeld en in de Belgische competitie eindigden ze op de achtste plaats in de reguliere competitie. Eind mei 2022 beslisten KRC Genk en Storck om in onderling overleg uit elkaar te gaan.

### KAS Eupen
Drie dagen na zijn ontslag bij KRC Genk ondertekende Storck een contract bij KAS Eupen voor een seizoen, maar werd daar in oktober van hetzelfde seizoen nog aan de deur gezet. 

### KV Kortrijk
Na een slechte start van het 2022/23 seizoen werd Storck op 18 november aangesteld als nieuwe hoofdtrainer van KV Kortrijk. Hij was al de derde trainer van het seizoen nadat zowel Karim Belhocine als Adnan Čustović het tij niet konden keren. Hij tekende een contract tot het einde van het seizoen en moest de club behoeden van degradatie. Kortijk stond op dat moment voorlaatste in de stand. Zijn komst zorgde voor een ommekeer van de West-Vlaamse ploeg. Kortijk sloot het seizoen af op de veertiende plaats, vier punten boven degradatie.
Na de redding werd besloten om het aflopende contract van Storck niet te verlengen.

## Cercle Brugge
Na de degradatie van KV Kortrijk ging Storck als vierde trainer van het seizoen aan de slag bij Cercle Brugge. Hij volgde er Jimmy De Wulf op en had als opdracht Cercle in eerste klasse houden.Er stonden toen twee barragewedstrijden op het programma tegen Patro Eisden Maasmechelen.  Nog voor de start van het nieuwe seizoen 2025/26 maakte Cercle bekend de samenwerking te stoppen met de Duitse trainer. 

## Erelijst

### Als speler
- Borussia Dortmund

DFB-Pokal (1): 1989